# Història de les monedes

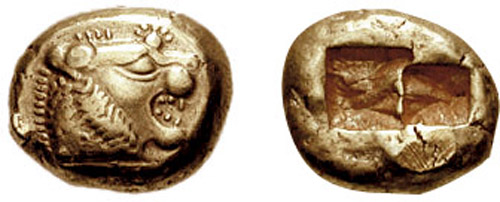
Moneda de Lídia. D'electre. Del 600 aC aproximadament.

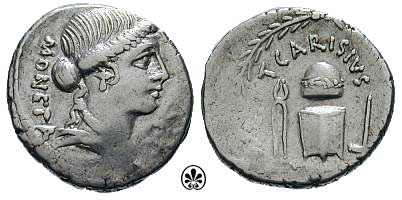
Denari romà mostrant eines d'encunyar per martellejat. La imatge i la inscripció corresponen a la deessa Juno Moneta.

La història de les monedes s'estén des de temps molt antics fins a l'actualitat i està relacionada amb els diners, el comerç i l'economia en general. També té lligams molt estrets amb la fabricació de les monedes físiques i la numismàtica.

## Materials
Les monedes “modernes” han estat fabricades de materials metàl·lics principalment. Però hi ha exemples d'unitats monetàries d'altres materials.

### Materials no metàl·lics d'origen natural
Sovint associades al concepte de diner mercaderia hi ha pseudo-monedes de materials no metàl·lics. Un dels exemples típics és el d'algunes conquilles, els cauris i altres, usades com a monedes. Altres unitats emprades per a comprar i bescanviar es basaven en plomes d'ocell, pells adobades, llavors de cacau, peces acabades de sílex (puntes de fletxa i altres), peces de tapa (teixit polinesi d'escorça), closques de tortugues marines, ...etc.

### Minerals treballats
Entre els materials “ceràmics” (ceràmics des del punt de vista tecnològic) poden comptar-se algunes peces tallades de jade emprades a la Xina com a moneda. També a la Xina hi ha exemples de monedes fabricades de vidre.

### Metalls i aliatges

#### Aliatges naturals
Entre les primeres monedes usades a occident es troben les fabricades a partir d'electre, un aliatge natural. Més modernament hi ha un aliatge originalment natural, el monel, que ha estat emprat en encunyacions singulars de monedes i medalles.

### Metalls nobles tradicionals
Monedes d'or i d'argent de gran puresa (generalment de 22 quirats o més, en el cas de l'or) han format la base del sistema monetari de molts països durant segles.

### Billó
Inicialment el billó era un aliatge de plata amb un percentage de coure significatiu però relativament petit. La llei de plata es va anar rebaixant fins que el billó només tenia una quantitat ínfima de plata.

### Altres aliatges
Pel que fa a la moneda menuda ha estat encunyada de metalls i aliatges diversos: alumini, níquel, coure, bronze, llautó, ...etc.

## Seques
Un aspecte important en la història de les monedes és el de la seva fabricació. Inicialment les monedes s'encunyaven, per colada o martellejat, en seques provisionals. Aquests sistemes antics eren artesanals i no necessitaven locals grans ni un gran nombre de menestrals. Això permetia establir centres de producció múltiples repartits per ubicacions variades i funcionant per tongades en temporades curtes. D'acord amb la voluntat de les autoritats de torn.
Una exposició general pot basar-se en una classificació convencional assignant quatre períodes històrics, d'acord amb el procés d'encunyació.

### Seques de temps antics
Les seques primitives corresponen als antics regnes o imperis coneguts: antiga Xina, antiga Índia, imperi persa, regne de Lídia, Grècia clàssica, Imperi Romà, Imperi Romà d'Occident, Imperi Romà d'Orient...

### Seques des de l'any 1000 fins a l'any 1500
Recollint la tradició anterior, pràcticament tots el territoris amb una certa autonomia i totes les autoritats (emperadors, reis i senyors feudals, entre altres) encunyaren monedes pròpies. Els aliatges inicials es basaven el l'or i l'argent. I les monedes petites incorporaven aliatges de coure. El mètode d'encunyació era el de martellejat, amb un operari colpejant un encuny superior mòbil (trossell) contra un encuny inferior fixat en un suport (pila).

### Seques des de l'any 1500 fins a l'any 1900
A partir de l'any 1500, segons indica la cronologia, comencen a introduir-se màquines d'encunyar que faciliten la fabricació de moneda, acceleren el procés i abarateixen els costos de producció.

### Seques modernes
En el segle xx, i pràcticament des del segle anterior, les seques encunyen amb màquines mogudes per alguna forma d'energia externa.
Els mètodes han arribat a una maduresa difícil de millorar (tot i que el progrés sempre és possible) i és poc pràctic explicar amb detall la maquinària i el procediment de cada seca en particular.

## Cronologia. Introducció
Una de les formes d'exposició del tema és una cronologia de fets documentats de manera semblant a una llista. Un cop presentada aquesta llista (necessàriament incompleta), les consultes de fets puntuals són molt fàcils. Si un esdeveniment conegut i notori no figura a la cronologia, és molt fàcil d'afegir.

## Cronologia

### Any 600 aC
- c560 aC. En el Regne de Lídia el rei Cressus crea la primera seca documentada a occident.[6] Les monedes s'encunyaven sobre peces d'electre recollides en el riu Pactol.[7]
- c 510 aC. Darios el Gran introdueix la primera moneda d'or documentada: el dàric.

### Any 500 aC
- 401 aC. Xenofont a l'obra Anàbasi esmenta diversos cops els dàrics grecs.[8]

### Any 400 aC

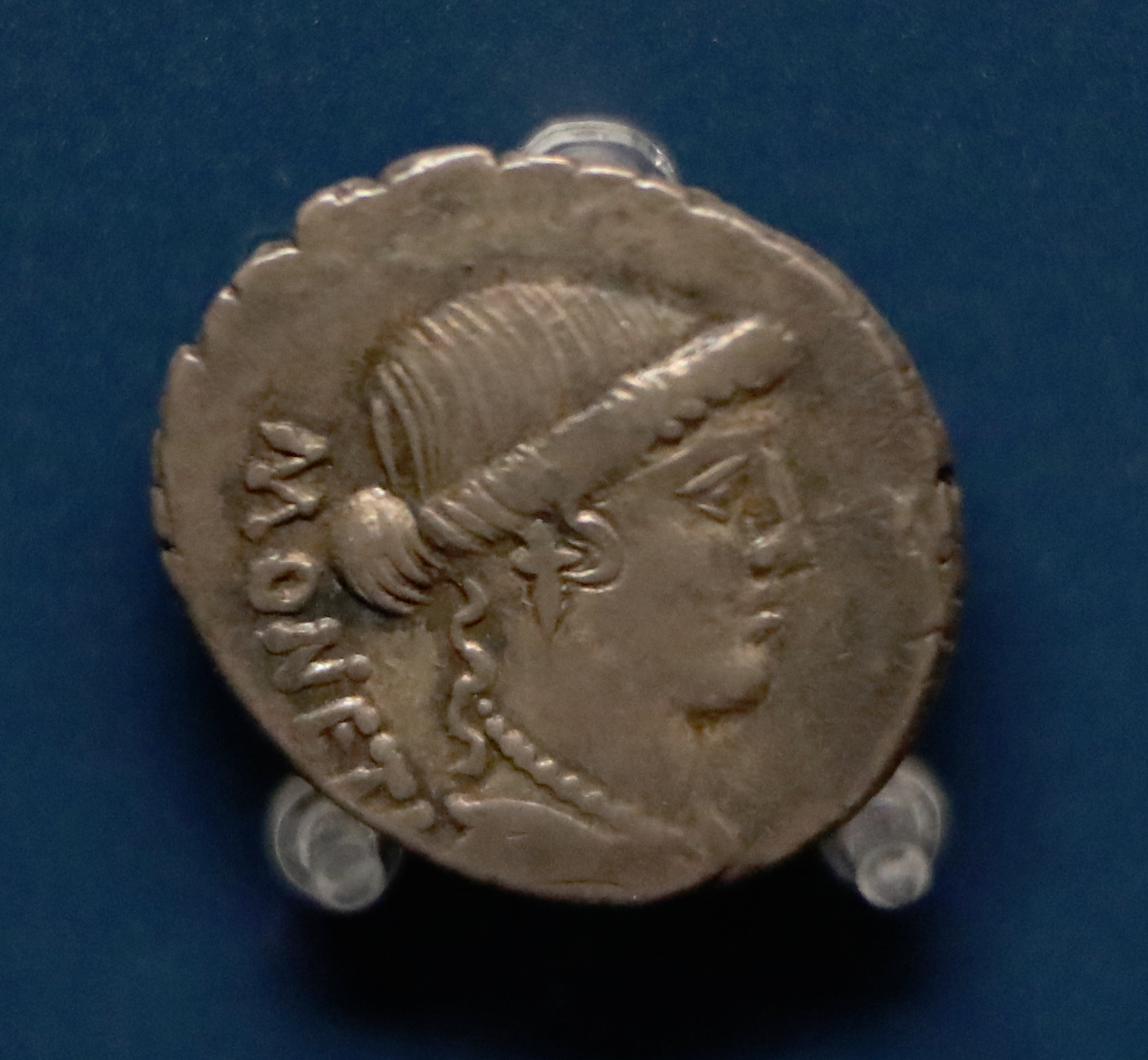
Denari de Juno Moneta. Vegeu la inscripció.

- 344 aC. Temple de Juno Moneta.[9]

### Any 300 aC
- 269 aC. Encunyació, per primer cop, dels denaris de plata. La seca estava al costat del temple de Juno Moneta a Roma. Els primers denaris portaven la imatge de la deessa i el seu epítet de "Moneta". D'aquí derivà el terme "moneda" aplicat a la peça monetària.[10]

### Era cristiana

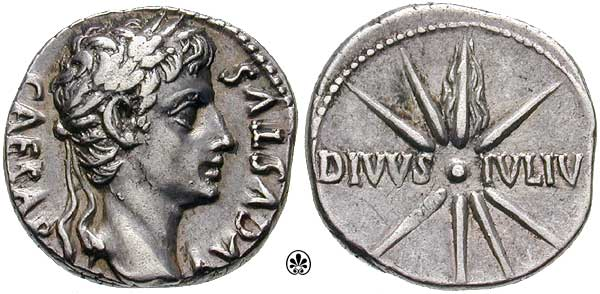
Denari d'August. Encunyat a Cesaraugusta.

Des del punt de vista de la història numismàtica hi ha alguns fets bíblics que es poden recordar.
- La moneda presentada pels fariseus a Jesús era un denari d'August. L'emperador que havia ordenat l'empadronament i, indirectament, el responsable del naixement de Jesús a Betlem.

| «              | “...Doneu al Cèsar el que és del Cèsar, i a Déu el que és de Déu...” | » |
| — Marc 12, 17. |                                                                      |   |

- L'expulsió del mercaders del Temple de Jerusalem inclogué els canvistes de moneda.
- El preu de la traïció de Judes Iscariot foren trenta monedes de plata. No queda clar de quines monedes es tractava. La versió llatina diu : “At illi constituerunt ei triginta argenteos” (Mateu, 26-15). Hi ha bons arguments per a creure que es tractava de sicles de Tir.[11]
- En la paràbola dels talents el terme talent implicava una quantitats de diners molt gran.

### Any 400

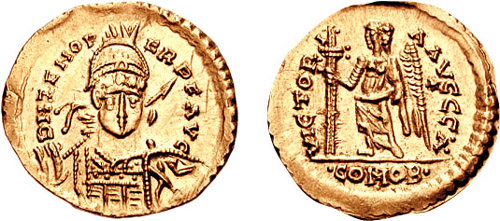
Sòlid d'Odacre

- 446. Llei de Valentinià III sobre el valor del solidus aureus.[12]
- 476. Odoacre encunya moneda a Ravenna. Cassiodor fou el responsable de la seca.[13]

### Any 500
- 579-586. Tremís d'or de Leovigild encunyat a Barcelona.[14][15][16]
- 584-628. Tremís d'or de Clotari II.

### Any 900
- 934. Seca de Girona.[17]
- c 990. Monedes de Ramon Borrell.[18]

### Any 1000
- 1064. “... XX mancusos auri monetae Barchinonae...” en un testament.[19]
- 1067. “... propter uncias centum quinquaginta mancusorum auri Barchinonae ...”. Referència als mancusos d'or de Barcelona.[20]
- 1067. Arnau Mir de Tost vengué al comte de Barcelona el castell de Casserres pel preu de mil unces d'or, que són set mil mancusos de moneda de Barcelona.[21]

- 1092. La perpra va ser creada per l'emperador Aleix I Comnè per substituir el nomisma, versió grega del sòlid.

- 1098. Moneda encunyada a la seca de Manresa.[22]

### Any 1100
- c1124. David I d'Escòcia va adoptar la lliura de Caithness ("pondus Cathaniae") en el comerç i en les monedes.[23]

### Any 1200
- 1233. Seca de Mallorca

- 1247. Seca de València.[24]

- 1262. “...monetam argenti quæ vocatur millares...”. Millaresos a Montpeller.[25]

- 1284-1285. Poc abans de començar la Croada contra la Corona d'Aragó, Pere el Gran s'adreçava al trobador Pere Salvatge -que defensava la part contrària- amb un sirventés. Hi ha dos termes de monedes en el poema que identifiquen els adversaris: els jaqués aragonesos (encunyats a la seca de Jaca) i els tornesos (encunyats a la seca de Tours).

| «                            | Mas cuy que plass'o cuy que pes, los mieus jaqués, se mesclaran ab lor tornés | » |
| — Sirventés de Pere el Gran. |                                                                               |   |

- 1285. Ordinacions de Pere el Gran. “Açò és ordonament de moneda com se deu fer".[28][29]
  - Un fet curiós és que l'ordinació de Pere el Gran determina amb detall l'àpat que han d'oferir els treballadors novells de la seca als companys veterans.

### Any 1300
- 1300. Encunyació de doblers a Mallorca.[30]

- 1305. La Crònica de Ramon Muntaner quan parla d'un possible rescat de Berenguer d'Entença i de Montcada, capturat pels genovesos, esmenta les perpres d'or i els sous de Barcelona.[31]

- 1342. Florí d'or d'Aragó
- 1358-1377. Jacobus Mulekyn de Florència, “master moneyer” en una seca d'Edimburg (Escòcia).[32]

- 1364-1393. Bonagius de Florència, “master moneyer” en una seca d'Escòcia.[33]
  - La presència i activitat de dos mestres florentins podrien explicar la terminologia antiga de les seques angleses i escoceses (trossello/pila, en italià; trossell/pila, en català: trussell/pile, en anglès).

- 1382. Seca d'Avinyó.[34]

- 1393. Carles III de Navarra col·leccionista de monedes: “Razón de las monedas extranjeras que compró el Rey de Navarra Don Carlos III, llamado el Noble, para su diversion en el año 1393”.

### Any 1400
- 1407. Arrendament de la seca de Perpinyà pel rei Martí l'Humà. Indica els detalls d'una moneda d'argent: el croat d'Aragó.

| «                                        | Item, que la dita moneda dargent sia appellada croats Darago e sia de la una part una testa ab Corona Reyal qui mostré mige cara, sens altres obres entorn sino les letres seguents: Martinus, Del gracia Rex Aragonum, e de la altre part hage un cayro de senyal reyal en mig de un migs compassos que sien granarats sens altres obres entorn e sien hi les letres seguents: Christus Rex venit in pace. E de la moneda manuda per semblant manera. | » |
| — Decret de Martí l'Humà. València 1407. | |   |

- 1414. "Dues balances de pesar florins, una gran e altra xiqua, ab lurs pesals..."[35]

- c 1458. Jaume Garcia, arxiver reial de Barcelona, redacta un resum de la legislació sobre monedes dels Països Catalans.[36]

- 1462. El Consell de Cervera acorda fer batre moneda.

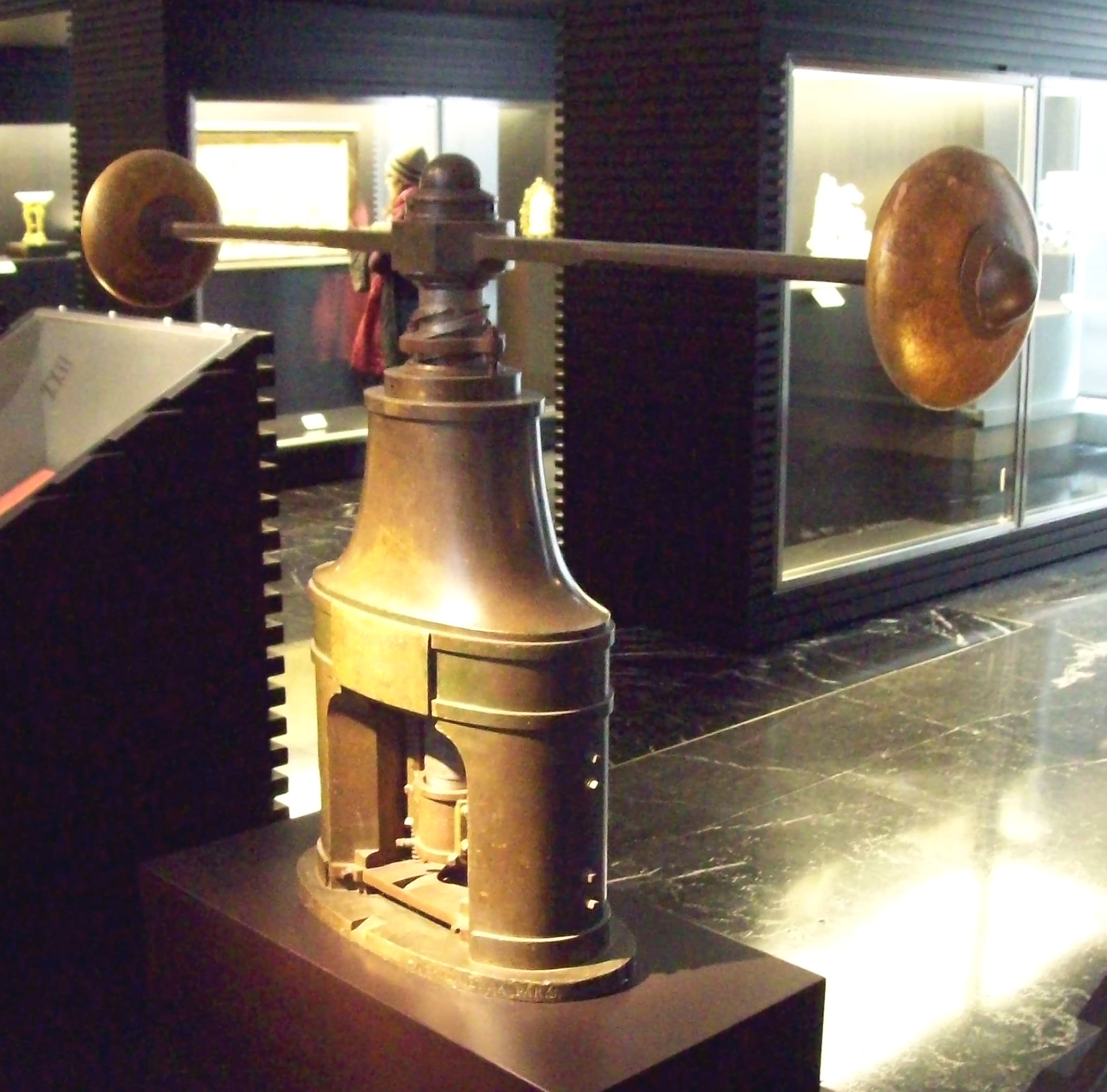
Volant d'encunyació de 1831, M.A.N., Madrid

### Any 1500
- 1507-1508. Cèdules de Ferran el Catòlic sobre monedes del regne de Mallorca.[39]

- 1508. Bramante va idear una premsa de cargol per a encunyar.[40][41][42]

- 1534. Edificada una casa general de monedes a Barcelona, incoprporant les seques de Pamplona, Burgos, Saragossa, Toledo, Perpinyà, Cuenca, Fuentes i la pròpia de Barcelona.[43]

- 1535. Cèdula de Carles V disposant l'encunyació de monedes d'or i d'argent a Barcelona.

| «                     | «Que el oro se labre de ley de 22 quilates y dello se hagan piezas de oro de peso de 68 piezas cada un marco de Castilla, ques la ley y peso de los mejores escudos de Italia, acuñados de la una parte nuestras armas Reales con el águila rampante ymperial y un letrero que diga: Carolus quintus Imperator, y de la otra parte tenga una cruz y en cada estremo dellas la corona ymperial y un letrero que diga Hispaniarum et utriesque (sic) Secute Rex y que estos se llamen escudos ymperiales y que la plata se labre de la ley de a onze dineros y quatro granos y della se hagan unas piezas que se llamen tostones de plata y que quatro dellas tengan el verdadero valor que tubiere un escudo ymperial de oro y sean del mismo cuño, armas, devisas y letreros v así mismo se labren de la misma ley reales que de la una parte tengan la misma cruz y letrero que han de tener los dichos escudos ymperiales y de la otra las colunas con nuestra devisa del plus ultra y algunos medios reales de las mismas señales todo al respeto y valor de los dichos ymperiales de plata que tres reales valgan un tostón de plata y tengan el verdadero valor en ley y peso de manera que doce reales valgan un escudo ymperial d'oro en verdadero valor...» Barcelona 30 de Mayo de 1535.—Firma autógrafa. Secretario Cobos. | » |
| — Cèdula de Carles V. | |   |

- 1551. Proves de la primera premsa d'encunyació per laminació, també anomenada de corrons o de molinet.[44]

- 1551. Introducció de la premsa de cargol a Anglaterra. Protestes dels encunyadors tradicionals de monedes. Ús parcial per a encunyar medalles i similars.[45]

- 1553. Antoine Brucher, un gravador o calcògraf francès va dissenyar un laminador.[46] Alguns autors li atribueixen la invenció d'una premsa de molinet (Premsa d'encunyar “au moulin”).[47]

- 1554. John Yorke o York, suposat oncle del corsari anglès Martin Frobisher, fou nomenat "assay-master" de la seca de la Torre de Londres.[48]

- 1554. Aubin Olivier es designat responsable de la seca mecanitzada de Paris (Moulin des Ëtuves).[49]

- 1560. El francès Eloy Mestrelle comença a encunyar moneda a la seca de la Torre de Londres amb màquines construïdes per ell mateix.[50]

- 1567. La seca de la ciutat de Hall (Tirol) fou la primera en adoptar amb èxit l'encunyació de moneda amb una màquina de corrons.[51]

- 1572. Casa de la Moneda (Potosí).

- 1568. Benvenuto Cellini va publicar un tractat sobre vuit oficis relacionats amb els argenters. Alguns capítols parlen de l'encunyació de monedes.[52]

- 1586. La seca de Segòvia comença a encunyar monedes amb molinet (premsa de corrons o de laminació).[53][54]
  - Instal·lació hidràulica.[55]
  - Maquinària d'encunyar.[56][57]

### Any 1600
- 1610. Els consellers de Barcelona demanaven permís per a encunyar moneda (de forma exclusiva en tot el Principat) mitjançant un molí basat el molí encunyador de Segòvia.[58]

- 1611-12. Condemnes per robatori de monedes a Catalunya, principalment portades per les víctimes en “mocadors”.[59]

- 1612. La seca de Barcelona encunya ardits amb una petita proporció d'argent.

- 1629. Alonso de Carranza va publicar un llibre donant suport a Tomàs de Cardona, en la proposta del valor de les monedes encunyades amb l'or i la plata de les Índies.[60]

- 1640. Sota la direcció de Jean Varin la seca de Paris encunya monedes d'or amb una premsa de volant.[61]

- 1641. Contracte entre els paers de Lleida i Joan Aldavó i Pere Badia, fuster i manyà de Barcelona respectivament, en el qual aquests darrers es comprometen a fabricar un molinet equipat amb els encunys i punxons i tota mena d'accessoris necessaris per a fabricar menuts d'aram semblants als que es fabriquen a Barcelona, en el termini de trenta dies, i dur-lo i instal·lar-lo a Lleida.[62]

- 1642. Inventari d'eines, premsa i encunys a la seca de sisens de Girona.[63]

- 1642. Francisco Antonio de Alarcón va publicar un llibre en contra de les propostes d'encunyació de Tomàs de Cardona i Alonso Carranza.[64]

- 1645. Encunyació per martellejat prohibida a França.[65]

- 1645. "Los Concellers deliberaren se fes, y fabricàs un Molinet per estirar i marcar monedes ab un, o dos animals a la Casa de la Seca".[66]

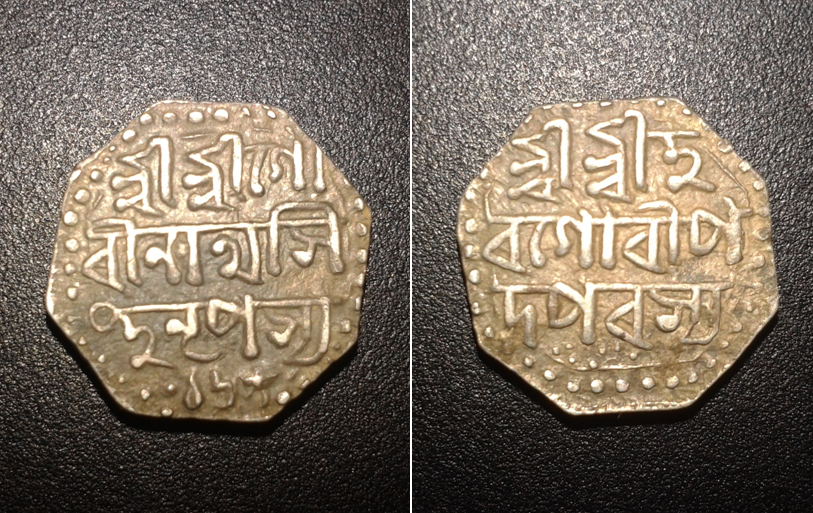
Moneda de plata dels Ahoms. Vers 1780.

### Any 1700
- 1788. Matthew Boulton posa en funcionament una seca accionada per vapor a Birmingham: Soho Mint.[67]

### Any 1800
- 1804. Medalla de platí amb la inscripció: "Droz inventó en París el modo de multiplicar los troqueles; Sepúlveda lo estableció en Madrid, 1804".[68]

- 1808. Encunyada a Barcelona la primera moneda que incloïa el terme "pesetas". Concretament es tractava d'una moneda de "2 ½ pesetas".[69] Vegeu imatge a la referència adjunta.[70]

- 1812. La Dar al-Darb del Caire fou fundada per Muhàmmad Alí el 1812.[71]

- 1829. Premsa d'encunyar de Diedrich Uhlhorn[72]

- 1830. L'enginyer suís Jean-Pierre Droz va inventar una virolla partida que permetia encunyar les dues cares i el cantell de les monedes en una única operació.[73][74]

- 1833. Philippe Gengembre.[75][76]

- 1849. En la Guia de Barcelona de Manuel Saurí hi ha un resum de la seca de la ciutat al llarg del temps. Durant anys, treballant amb màquines fetes a la ciutat la producció fou intensa i rendible (contràriament a altres seques estatals deficitàries). Saurí denuncia la imposició de funcionaris de Madrid i l'espoli de les màquines productives que obligaren al tancament de la seca barcelonina.[77]

## Numismàtica científica
Considerant que la numismàtica consisteix en l'estudi de totes les monedes (i de les medalles i altres formes de diners) de tots els temps, parlar de numismàtica científica seria un pleonasme. Cal recordar però que els coneixements científics i tecnològics han progressat molt des de les primeres fabricacions de moneda i els primers col·leccionistes i estudiosos.
Antigament els mètodes possibles es limitaven a l'examen visual, l'examen auditiu (escoltant el dring), el tàctil i algunes proves de duresa (amb llimes o les dents). En l'actualitat hi ha uns quants sistemes d'assaigs no destructius o parcialment destructius (sacrificant una part molt petita d'una moneda única i valuosa) que permeten analitzar les propietats físiques i químiques de la moneda que hom vol estudiar.

### Numismàtica professional civil
Hi ha persones que tenen com a professió la numismàtica i estan qualificades per a escollir els mètodes indicats per a identificar i autenticar una moneda.

### Numismàtica arqueològica
Les monedes conegudes permeten perfeccionar el coneixement d'un jaciment arqueològic. Eventuals monedes desconegudes trobades en una recerca són objecte d'un interès especial.

### Numismàtica forense
Sempre que hi ha una moneda (o més d'una) relacionada amb un delicte, l'estudi de la moneda com a prova forma part de les tècniques forenses.